# Escherichia coli enterotoxigénica
Escherichia coli Enterotoxigénica (ETEC) es un tipo de Escherichia coli y la principal bacteria causante de diarrea en países en desarrollo, así como la mayor causa de la diarrea del viajero. Se estima que cada año, ocurren aproximadamente 210 millones de casos de enfermedad por infección de ECET y 380 000 muertes, principalmente de niños. Este tipo de bacterias se caracteriza por expresar al menos una de dos enterotoxinas y por la presencia de  fimbrias utilizadas para adherirse a las células intestinales del huésped.

## Enterotoxinas
La ECET se caracteriza por producir al menos una de dos toxinas: la enterotoxina resistente al calor o ST y la enterotoxina termolábil o LT.
La exotoxina termolábil (LT) se parece mucho, tanto en estructura como en función, a la enterotoxina producida por el Vibrio cholerae. Se adhiere a los enterocitos, siendo endocitada y traslocada al interior de la célula. Produce una activación permanente de la adenilil ciclasa, aumentando la concentración de AMP cíclico intracelular lo cual activa a la proteína quinasa dependiente de cAMP (PKA) generando una fosforilación por sobre lo normal de los canales de calcio ubicados en la cara apical de los enterocitos.  El resultado de esto es el aumento de secreción de calcio por las células criptales y la inhibición de la reabsorción de cloruro de sodio por las microvellosidades.  El aumento neto de iones en el intestino genera un arrastre pasivo de agua. La diarrea causada por esta toxina está presente por varios días. 
La LT puede generar una reacción cruzada en el suero de gente que contrajo previamente E. coli enterotoxigénica.  La gente que reside en lugares donde hay alta prevalencia de esta cepa, son más propensos a tener anticuerpos y suelen desarrollar menos síntomas.
La toxina ST, por otra parte, es la misma ST producida en las infecciones por Yersinia enterocolítica y algunas cepas de Vibrio cholerae. En la cara apical de los enterocitos existe un receptor para esta toxina, llamado guanilil ciclasa C (GC-C).  Su activación genera un aumento en el GMP cíclico lo que produce un aumento en la secreción de cloro y una inhibición en la absorción de cloruro de sodio, contribuyendo de esta forma a la producción de diarrea.  Existe también otro tipo de ST presente en algunas ECET, produce daño directo a los enterocitos y aumenta la secreción de bicarbonato.
Las cepas que producen tanto LT como ST cepa producen una diarrea aún más severa.

## Infección
La infección por ETEC se descubrió primero en cerdos, donde la infección es letal en los recién nacidos. En el ser humano, puede causar diarrea acuosa profusa, con o sin sangre o leucocitos y dolor abdominal. Otros síntomas menos comunes son fiebre, náuseas con o sin vómito, escalofríos, falta de apetito, cefalea, dolor muscular e hinchazón.
Aunque existe un el tratamiento contra la diarrea del viajero, a fecha de 2019 no hay vacunas que hayan sido aprobadas específicamente contra la ETEC. El desarrollo de la vacuna ha sido obstaculizado por motivos técnicos, insuficiente coordinación y la falta de un mercado que incentive la investigación y el desarrollo de la misma. Los esfurzos se concentran en el sector público y en programas de investigación de compañías biotecnológicas y se están llevando a cabo varios ensayos clínicos. La Organización Mundial de la Salud recomienda ahondar en la investigación clínica para desarrollar la vacuna en contra de ETEC.
El tratamiento actual consiste en una terapia de rehidratación y antibióticos, a pesar de que la bacteria es frecuentemente resistente a los antibióticos comunes. El saneamiento también es clave debido a la transmisión de la bacteria por medio de la contaminación fecal de la comida y de los suministros de agua. Una manera de prevenir la infección es al mejorar las facilidades tanto públicas como privadas en la salud. Otra manera muy simple de prevenir la infección es tomar agua embotellada.